# Czernina

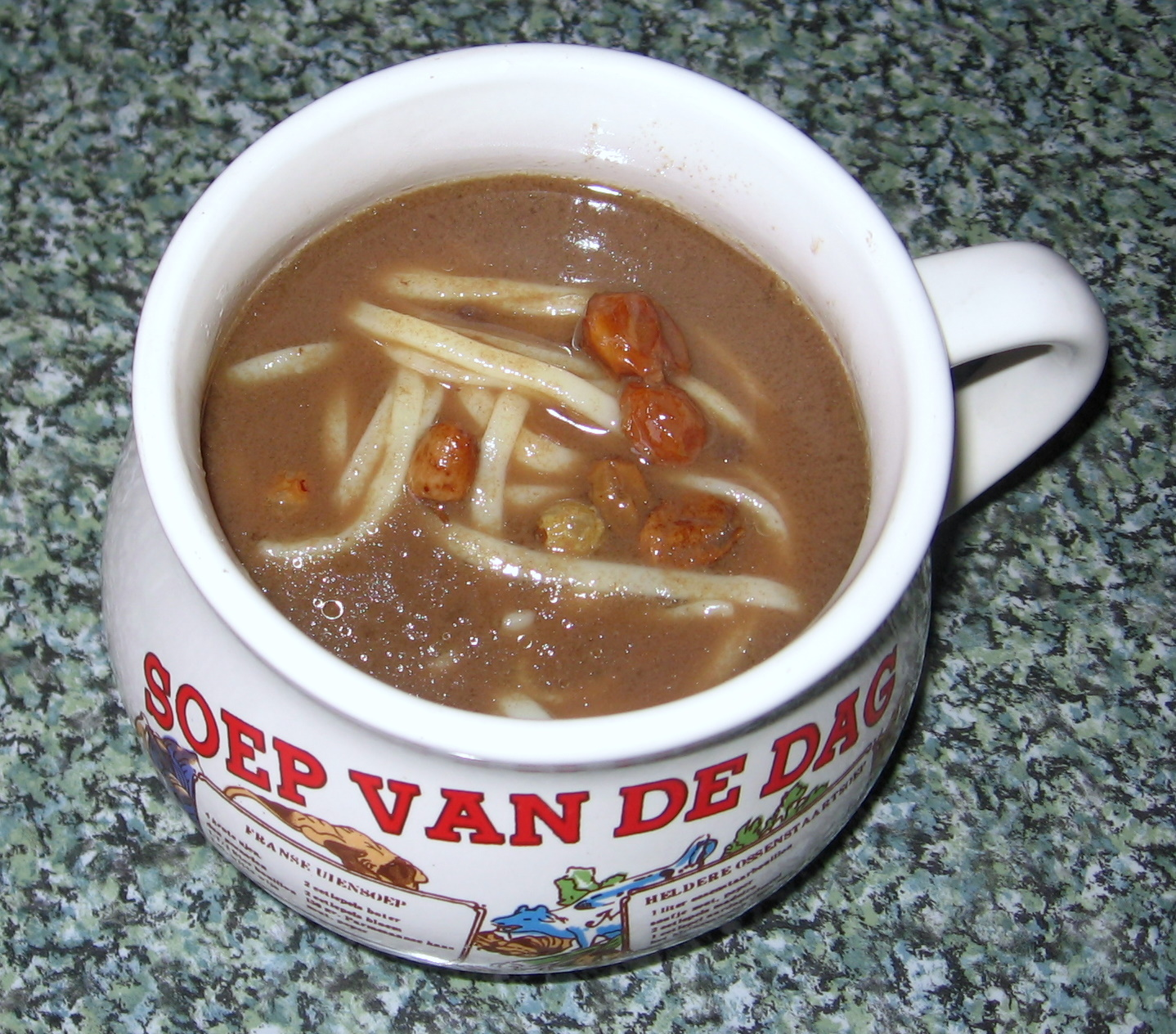
Món czernina

 Czernina [t͡ʂɛrˈɲina] (czarny: "đen"; còn có tên: czarnina; czarna polewka) là một món súp Ba Lan làm từ tiết vịt và nước dùng ninh xương vịt.

## Hương liệu
Nhìn chung, vị chua chua ngọt ngọt của súp xuất phát từ sự cân bằng giữa đường và giấm. Tuy nhiên, có hàng trăm công thức nấu ăn phổ biến ở các vùng khác nhau của Ba Lan, Bêlarut và Litva. Một số nguyên liệu được sử dụng là xi-rô mận hoặc xi-rô lê; lê, mận hoặc anh đào sấy khô; giấm táo và mật ong. Giống như hầu hết các món súp Ba Lan, czernina thường được ăn kèm với kluski, mì sợi, macaroni, khoai tây luộc hoặc bánh bao cỡ nhỏ (dumpling).

## Biểu tượng
Trước thế kỷ XIX, czernina được coi là một biểu tượng của văn hóa Ba Lan. Món ăn được phục vụ cho những chàng trai trẻ khi cầu hôn. Nếu chàng trai đó được chấp nhận, gia đình cô gái sẽ bày biện món czernina đen (trong đó có tiết vịt). Nếu không được đồng ý, món czernina vàng (không có máu vịt) được bày ra như là lời từ chối của gia đình cô gái. Trong cốt truyện của Pan Tadeusz, một bài thơ sử thi nổi tiếng tại Ba Lan của Adam Mickiewicz, có nhắc tới món ăn này.
Đây cũng là một đặc sản ở Kashubia, Masuria và Poznań.
Czernina rất giống với món svartsoppa của Thụy Điển.